# Muurainen (ö i Norra Savolax, Varkaus, lat 62,24, long 28,38)
Muurainen är en ö i Finland. Den ligger i sjön Haukivesi och i kommunen Varkaus i den ekonomiska regionen  Varkaus ekonomiska region  och landskapet Norra Savolax, i den sydöstra delen av landet, 290 km nordost om huvudstaden Helsingfors. Öns area är 0,3 hektar och dess största längd är 60 meter i sydväst-nordöstlig riktning.